# Ricardo Mazacotte
Ricardo Mazacotte (Formosa, 9 januari 1985) is een Paraguayaanse profvoetballer die anno 2013 onder contract staat bij de Paraguayaanse club Club Olimpia Asunción. Hij speelt als verdediger, meestal als rechtsback.

## Interlandcarrière
Onder leiding van bondscoach Francisco Arce speelde Mazacotte speelde zijn eerste interland voor het Paraguayaans voetbalelftal op 25 april 2012 in en tegen Guatemala (0-1), net als Jorge Daniel Núñez, Fernando Giménez en Eduardo Echeverría. Hij nam in die wedstrijd de enige treffer voor zijn rekening.

## Erelijst
Club Nacional
- Liga Paraguaya

2009-C, 2011